# سنجاب صخره‌ای پدر داوید
سنجاب صخره‌ای پدر داوید (نام علمی: Sciurotamias davidianus) نام یک گونه از سرده سنجاب صخره‌ای چینی است.